# Tchoumi-Tchoumi
Tchoumi-tchoumi est l'un des neuf arrondissements de la commune de Natitingou dans le département de l'Atacora au Bénin.

## Géographie
L'arrondissement de Tchoumi-tchoumi est situé au nord-ouest du Bénin et compte 5 villages que sont Koutie Chatido, Moupemou, Takonta, Tchoumi Tchoumi et Wimmou.

## Démographie
Selon le recensement de la population de 2013 conduit par l'Institut national de la statistique et de l'analyse économique (INSAE), Tchoumi-tchoumi compte 5656 habitants  .